# Идрисс, Ион
Ион Идрисс (англ. Ion Llewellyn Idriess) — австралийский писатель. За 43 года (с 1927 по 1969 год) он написал более 50 книг — в среднем по одной книге каждые 10 месяцев и дважды публиковал по три книги за год (1932 и 1940). Его первой книгой был «Остров безумца», опубликованный в 1927 году в возрасте 38 лет, а последняя книга была написана в возрасте 79 лет. В ней под названием «Вызов Севера» (Challenge of the North) рассказывалось об идеях Идрисса по развитию севера Австралии.
Две его работы, «Король крупного рогатого скота» (The Cattle King, 1936) и «Флинн из Внутренних земель» (Flynn of the Inland, 1932), выдержали более сорока переизданий.

## Биография

### Ранние годы
Идрисс родился в Уэверли, пригороде Сиднея, в семье Джульетты Виндейер (урождённой Джульетты Эдмундс, родилась в 1865 году в Биналонге) и Уолтера Оуэна Идрисса (офицера-шерифа, родившегося в 1862 году, эмигрировавшего из Долгеллау в Уэльсе). При рождении имя Иона Идрисса было зарегистрировано как «Ион Виндейер», хотя он, кажется, никогда не использовал это имя.
С позднего подросткового возраста он работал в сельской местности Нового Южного Уэльса, особенно в районах Наррабри и Мори. Он много путешествовал по штату, работая на различных разъездных работах, включая работу отравителем кроликов, пограничным наездником, погонщиком, искателем золота, а также сборщиком сандалового дерева. Он также работал стригалем и охотником на динго. Работая добытчиком опалов в Лайтнинг-Ридж примерно в 1910 году, он писал для The Bulletin короткие статьи о жизни на опаловых полях.
Позже он направился на север, работая на нескольких оловянных рудниках вокруг Кэрнса и Куктауна, в том числе на собственном участке. В 1913 году он переехал на полуостров Кейп-Йорк, где жил с кланом аборигенов, изучая их обычаи и образ жизни.

### Военная служба
С началом войны в 1914 году он вернулся в Таунсвилл и записался в 5-й полк лёгкой кавалерии AIF в качестве солдата. Он участвовал в боях в Палестине, на Синае и в Турции, был ранен в Беэр-Шеве и Галлиполи, где работал корректировщиком известного снайпера Билли Синга.
Вернувшись в Австралию и оправившись от ран, он отправился в отдалённый Кейп-Йорк и работал с добытчиками жемчуга и миссионерами на островах Торресова пролива и в Папуа — Новой Гвинее, где работал золотодобытчиком. К другим занятиям относится отстрел буйволов в Северной территории и поездки в Центральную и Западную Австралию.

### Писательская карьера

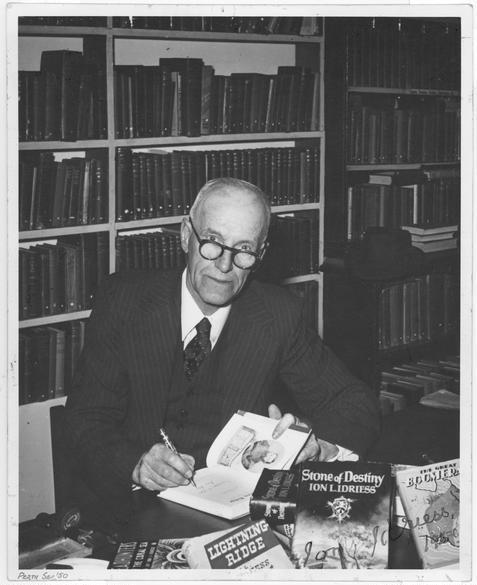
Ион Идрисс в 1950 году

В 1928 году Идрисс поселился в Сиднее, где стал внештатным писателем. Его стиль письма основывался на его опыте солдата, старателя и т.д. Он писал на множество тем, включая путешествия, воспоминания, биографию, историю, антропологию и свои собственные идеи о возможных будущих событиях. Его книги, как правило, были научно-популярными, но написаны в повествовательном стиле. Большинство его книг были опубликованы Angus & Robertson. Идрисс писал на основе реального жизненного опыта, используя знания, которые он лично получил, много путешествуя и работая в самых разных профессиях. «Идрисс не был стилистом, но его письмо было непосредственным, красочным, в хорошем темпе и, несмотря на скорость, с которой оно было написано, всегда хорошо структурировано».

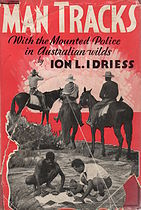
Следы человека (1935)

Хотя обычно он писал под своим именем, некоторые ранние статьи для The Bulletin были написаны под псевдонимом «Гоугер». Во время путешествий Идрис был известен как «Джек».
В 1968 году за заслуги перед литературой он был назначен офицером Ордена Британской империи.

## Смерть и память
Идрисс умер в доме престарелых в Мона-Вейл в Сиднее 6 июня 1979 года в возрасте 89 лет.
Его творчество потеряло популярность после его смерти, но со временем интерес к нему возобновился. В 2017 году Николас Ротвелл сказал: «Как это часто бывает в австралийской литературе, первоначальное падение в безвестность и суровые суждения литературного истеблишмента служат хорошими показателями превосходства писателя».
Его работы так и не были экранизированы, хотя продюсеры выбрали несколько книг.